# 18365 Shimomoto
18365 Shimomoto è un asteroide della fascia principale. Scoperto nel 1990, presenta un'orbita caratterizzata da un semiasse maggiore pari a 3,0150746 UA e da un'eccentricità di 0,0383399, inclinata di 11,14914° rispetto all'eclittica.